# Liga Galvense de Fútbol
La Liga Galvense de Fútbol es una de las Ligas regionales de fútbol en Argentina y es una entidad que aglutina y organiza la práctica deportiva del fútbol oficial en la ciudad de Galvéz y alrededores. 
Tiene sede en la calle Falucho 554 en la ciudad de Galvéz

## Historia
La liga fue fundada el 14 de marzo de 1949 y tiene como su objetivo organizar, dirigir y fomentar la práctica del fútbol, cultivando relaciones con organismos similares. 
En una asamblea realizada el 17 de marzo de 1962, se aprobaron los estatutos. Luego cesó sus actividades, el día 7 de abril de 1989, la Mesa Directiva, bajo la presidencia del Sr. Santos Juretich Zapata, en reunión extraordinaria resuelve disolver la Liga del Fútbol Galvense con sede en la calle Falucho 554 de la ciudad de Gálvez. 
Dicha medida se toma debido a la falta de participantes en los torneos oficiales organizados por la misma. Esta determinación esta avalada según acta Nº 216 . Con posterioridad, en año 1996, la Casa del Deporte, ente que dependía de la Municipalidad de Gálvez y conjuntamente con dirigentes de los clubes Ceci, Santa Paula, J. Newbery y B. Oeste, deciden reiniciar las actividades del deporte denominado Fútbol en la Ciudad y localidades vecinas. 
La actividad comenzó organizando un torneo orientados a jóvenes menores de 20 años, al transcurrir el tiempo y como consecuencia del arribo de otras instituciones, se reorganizó la Liga actuando como liga independiente, es decir, no estando afiliada al Consejo Federal. Años tras años se fueron incorporando nuevas instituciones y también se produjeron deserciones. Debido a las necesidades de las instituciones de otras localidades se comenzó a organizar torneos infantiles y juveniles, además de la tradicionales primera y segunda división. 
Desde 2011 se encuentra nuevamente afiliada al consejo federal de AFA.

## Equipos afiliados
| Equipo                               | Ciudad               | Año de Fundación | Provincia |
| ------------------------------------ | -------------------- | ---------------- | --------- |
| Club Polideportivo Arijon            | Arijón               | 1936             | Santa Fe  |
| Club Atlético 9 de Julio             | Arocena              | 1933             | Santa Fe  |
| Club Union Deportiva Y Cultural      | Bernardo de Irigoyen | 1921             | Santa Fe  |
| Club Atlético Belgrano               | Colonia Belgrano     | 1931             | Santa Fe  |
| Club Atlético La Pepita              | Coronda              | 1985             | Santa Fe  |
| Club Atlético Barrio Oeste           | Gálvez               | 1949             | Santa Fe  |
| Ceci Basketball Club                 | Gálvez               | 1935             | Santa Fe  |
| Club Atlético Santa Paula            | Gálvez               | 1933             | Santa Fe  |
| Club Deportivo Jorge Newbery         | Gálvez               | 1922             | Santa Fe  |
| Club Atlético Irigoyense             | Pueblo Irigoyen      | 1910             | Santa Fe  |
| Club Atlético Progresista            | San Fabian           | -                | Santa Fe  |
| Club Social y Deportivo Real Adelina | Sauce Viejo          | -                | Santa Fe  |

## Campeones por año
| Temporada | Campeón                    |
| --------- | -------------------------- |
| 2009      | Unión Deportiva y Cultural |
| 2010      | Atlético Casas             |
| 2011      | Atlético Casas             |
| 2012      | Club Atlético La Pepita    |
| 2013      | Atlético Casas             |
| 2014      | Santa Paula                |
| 2015      | Unión Deportiva y Cultural |
| 2016      | La Pepita                  |
| 2017      | Unión Deportiva y Cultural |
| 2018      | Santa Paula                |
| 2019      | Santa Paula                |
| 2021      | Club Atlético Belgrano     |
| 2022      | 9 de Julio                 |
| 2023      | Club Atlético Belgrano     |

## Palmarés
| Equipo                     | Ciudad               | Año de fundación | Campeonatos | Años de campeonatos    |
| -------------------------- | -------------------- | ---------------- | ----------- | ---------------------- |
| Unión Deportiva y Cultural | Bernardo de Irigoyen | 1921             | 4           | 2009, 2013, 2015, 2017 |
| Santa Paula                | Gálvez               | 1935             | 4           | 2014, 2016, 2018, 2019 |
| Atlético Casas             | Casas                | 1937             | 3           | 2010, 2011, 2013       |
| Atlético Belgrano          | Colonia Belgrano     | 1931             | 2           | 2021-2023              |
| 9 de Junio                 | Arocena              | 1933             | 1           | 2022                   |

- Datos: Q62677614